# Albert Ier (roi de Saxe)
Pour les articles homonymes, voir Albert Ier et Albert de Saxe (homonymie).
Albert Ier (en allemand, Friedrich August Albert Anton Ferdinand Joseph Karl Maria Baptist Nepomuk Wilhelm Xaver Georg Fidelis von Sachsen), né le 23 avril 1828 à Dresde et mort le 19 juin 1902 à Sibyllenort , fils aîné du roi Jean Ier  et d'Amélie de Bavière, est un membre de la maison de Wettin et le cinquième roi de Saxe du 29 octobre 1873 au 19 juin 1902.
Il participe à la guerre austro-prussienne puis à la guerre franco-allemande de 1870, et assiste à la création de l'Empire allemand qui remplace la confédération de l'Allemagne du Nord, dont était membre le royaume de Saxe.

## Famille

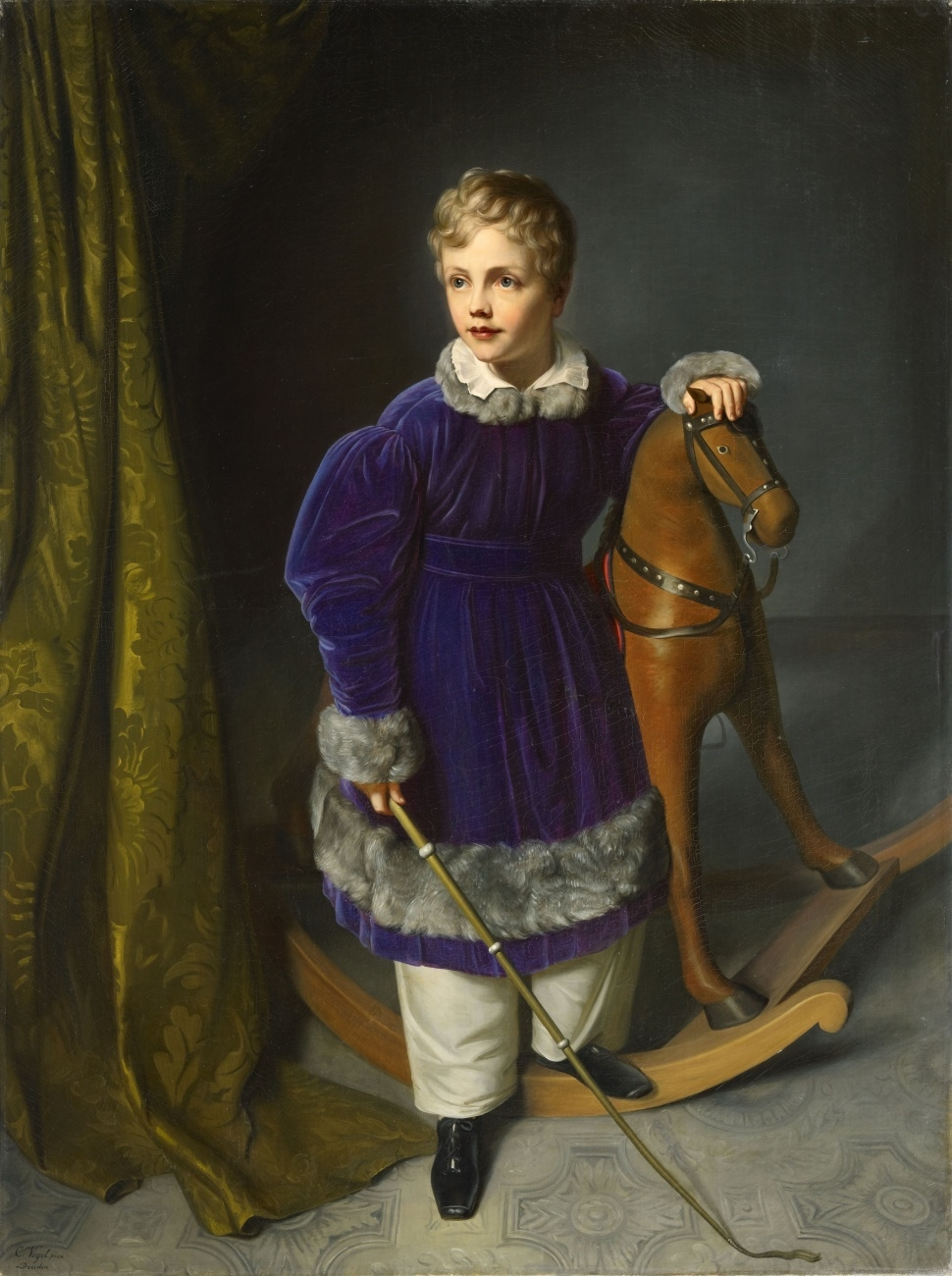
Le roi Albert de Saxe enfant par Carl Christian Vogel von Vogelstein vers 1833.

Fils aîné du prince Jean de Saxe et d'Amélie de Bavière, il naît à Dresde en 1828 sous le règne de son grand-oncle, le roi Antoine Ier. Membre de la famille royale, il est le petit-fils du prince Maximilien de Saxe, frère du roi, et de son épouse Caroline de Bourbon-Parme, et donc un descendant direct du roi de Pologne Auguste III, de l'impératrice Marie-Thérèse d'Autriche, du roi de France Louis XV et du roi d'Espagne Philippe V.
Après la mort du roi Antoine et la renonciation au trône du prince Maximilien en 1836, c'est l'oncle d'Albert qui devient roi sous le nom de Frédéric-Auguste II.

## Mariage

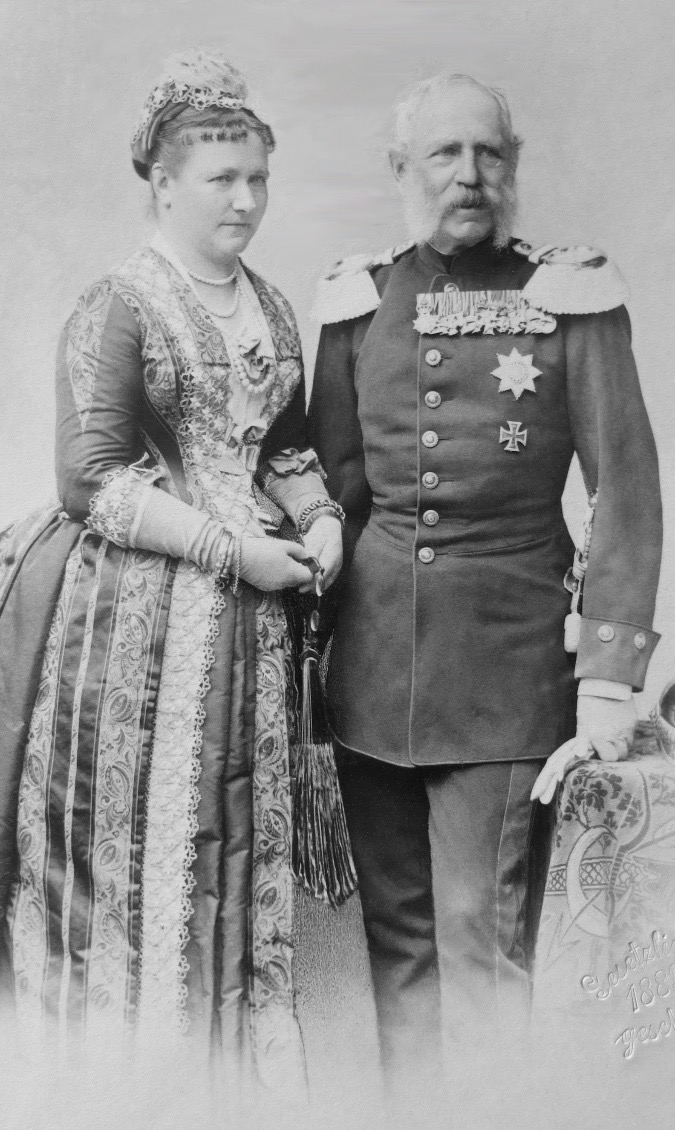
Le roi Albert et son épouse la reine Carola de Vasa.

Bravant sa famille, Albert contracte un mariage d'inclination en épousant le 18 juin 1853 à Dresde Carola de Vasa, petite-fille en exil du roi détrôné Gustave IV de Suède et de Frédérique de Bade, elle-même fille de Stéphanie de Beauharnais, grande-duchesse douairière de Bade. Ses sœurs se marient selon leur rang, mais la plupart meurent à la fleur de l'âge. La princesse Carola ne subit pas moins de dix fausses couches entre 1853 et 1860.
Carola entretient de bonnes relations avec sa belle-famille. En tant que princesse héritière de Saxe, elle commence à mener ses activités en voulant répondre aux questions sociales, volonté qu'elle poursuit une fois reine.
En 1866, elle visite les hôpitaux de campagne de la Saxe. En 1867, elle participe à la fondation de la Commission Albert, laquelle contribue aux soins médicaux de l'armée prussienne durant la guerre franco-prussienne. Pour son travail, elle est décorée de l'ordre de Louise et de l'ordre de Sidonia. En 1871, elle accompagne Albert à Compiègne, après la défaite de la France.

## Prince héritier

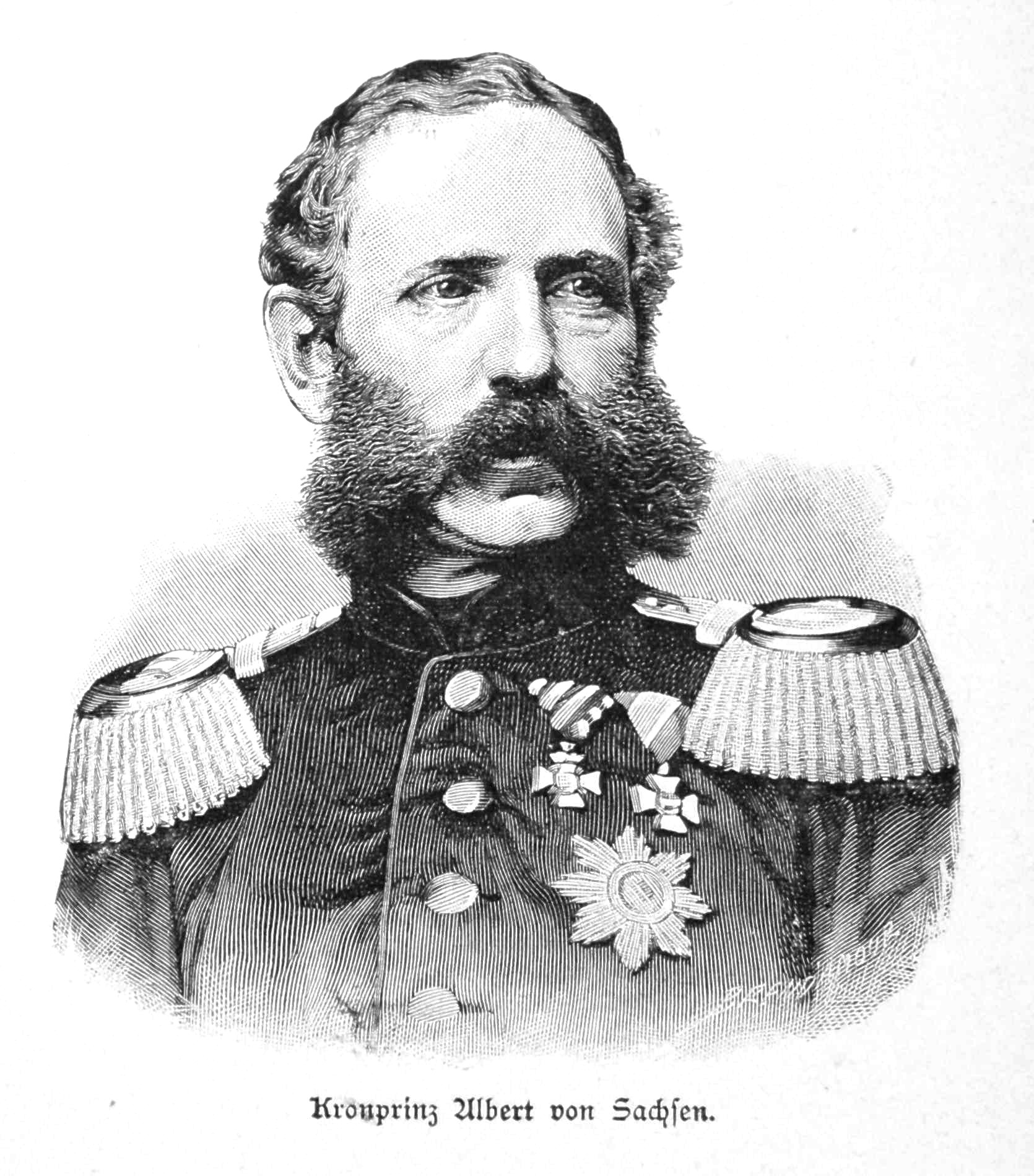
Le prince héritier Albert.

Il devient prince héritier en 1854 à la mort de son oncle le roi Frédéric-Auguste II et l'accession au trône de son père sous le nom de Jean Ier.
Il combat en 1864 pendant la guerre des Duchés, puis en 1866 pendant la guerre austro-prussienne, lors des batailles de Hühnerwasser et de Sadowa. Au cours de la guerre franco-allemande de 1870, il se distingue lors de la bataille de Gravelotte, puis contre l'armée de Châlons lors des combats de Beaumont et Sedan. Il devient roi à la mort de son père en 1873.

## Roi de Saxe
En 1873, le roi Jean Ier meurt ; Albert devient roi sous le nom d'Albert Ier.

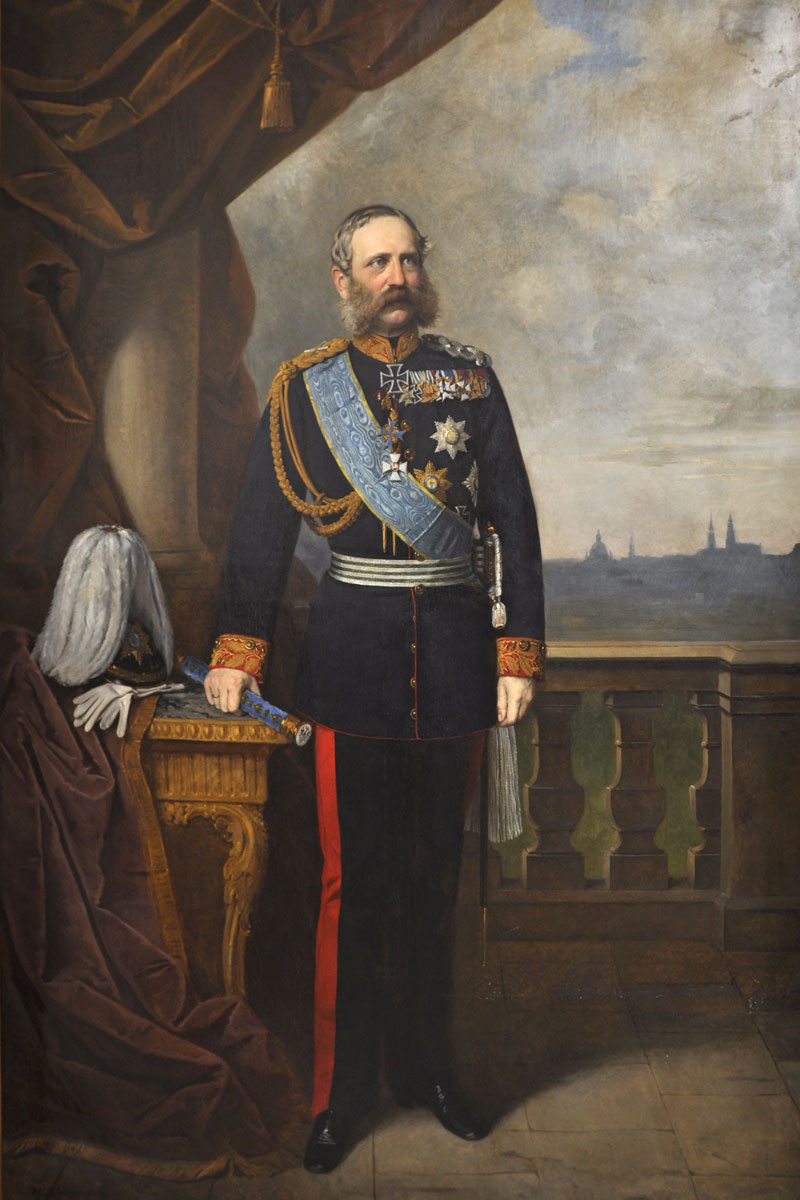
Alfred Diethe, Portrait d'Albert, roi de Saxe, 1876

Son règne est marqué par l'avènement récent de l'Empire allemand (Deutsches Kaiserreich). La fondation de ce nouvel État est effective le 1er janvier 1871,,, avec l'entrée en vigueur de la constitution provisoire publiée la veille.
L'Empire allemand résulte d'une extension de la confédération de l'Allemagne du Nord, mise en place en 1867 après la paix de Prague et dont la constitution est légèrement remaniée afin à la fois d'incorporer les États allemands du Sud du Main, mais aussi de donner une forme explicitement monarchique à la Confédération.
Par les traités dits de novembre, les royaumes de Bavière et de Wurtemberg ainsi que les grands-duchés de Bade et, pour la partie située au sud du Main, de Hesse, adhèrent à la Confédération. Le traité entre la confédération de l'Allemagne du Nord, le grand-duché de Bade et celui de Hesse, est signé à Versailles le 15 novembre 1870, le traité de Berlin le 25 novembre 1870, celui de Versailles le 23 novembre 1870.
Le 18 janvier 1871, « le jour le plus triste de ma vie », selon le mot du futur empereur, l’Empire allemand est proclamé dans la galerie des Glaces du château de Versailles, à la faveur de la défaite de la France. Guillaume Ier, roi de Prusse, devient empereur allemand. La date choisie est symbolique puisqu'elle correspond au 170e anniversaire du couronnement de Frédéric Ier comme roi en Prusse, le 18 janvier 1701.

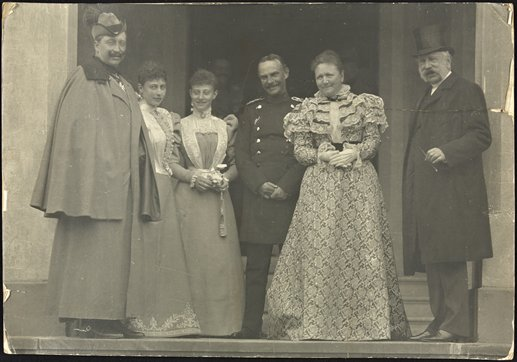
Le roi Albert en compagnie du Kaiser Guillaume II (empereur allemand) et de sa famille.

On appelle « période de fondation » (Gründerzeit) la période correspondant au règne de Guillaume Ier, jusqu’en 1888, et au mandat d’Otto von Bismarck comme chancelier impérial.
Dès sa création, l’Empire est marqué par des crises graves. Bismarck voit un peu partout des ennemis du nouveau régime : les catholiques allemands regroupés dans le parti du Zentrum et contre lequel il mène le Kulturkampf ; les Polonais de la province de Posnanie ; les Français d’Alsace-Lorraine ; la Légion guelfe (en) du Hanovre ; les socialistes qui se forment en Parti social-démocrate (SPD) ; les Junkers qui tiennent à garder leurs prérogatives et privilèges. Après deux attentats contre l’empereur en 1878 commis par des individus agissant seuls, Bismarck fait voter par les conservateurs et les libéraux du Reichstag, le 18 octobre 1878, une loi qui interdit les associations socialistes, social-démocrates ou communistes visant le « renversement de l’autorité de l’État ou de l’ordre social établis », ainsi que leurs journaux, leurs rassemblements et leurs membres qui sont menacés d’exil.
Le roi Albert est, avec le grand-duc Ferdinand IV de Toscane, le meilleur ami de l'empereur d'Autriche François-Joseph Ier qui aime, entre autres choses, chasser en leur compagnie.
On lui doit d'avoir ordonné la construction de la ville de garnison d'Albertstadt, au nord de Dresde. En 1900, son plus jeune neveu meurt dans un accident de phaéton que conduisait le duc de Viseu. Celui-ci est contraint de démissionner et de quitter le royaume.
Au début juin 1902, le roi Albert souffre de séquelles d'une ancienne maladie de la vessie assorties de douleurs asthmatiques avant d'entrer dans le coma le 7 juin et de mourir le 19 juin 1902. Son frère lui succède sous le nom de Georges Ier de Saxe.

### Bilan du règne
Un correspondant de Dresde analyse comme suit le règne du roi Albert : « le roi de Saxe était le modèle du prince confédéré allemand, le type du monarque nominal aussi effacé dans l'Empire que dans son propre pays. Dans l'Empire, la Saxe ne compte plus pour un état à ménager dont on pourrait éventuellement craindre un réveil d'opinion. Ce n'est plus qu'une province obéissante. En lui laissant l'autonomie administrative et un semblant d'indépendance politique et en n'annexant que la direction militaire et la conduite des affaires extérieures, la Prusse, en 1866, a conquis plus sûrement et intimement que par l'incorporation pure et simple que Guillaume Ier voulait après Sadowa. Au lieu de s'annexer les Saxons, de les tourmenter et vexer comme des Polonais, la Prusse les a laissés chez eux, en paix, avec leurs lois, leurs mœurs, leur maison régnante laquelle s'était pleinement ralliée à l'ordre nouveau des choses [...]. Cette prussification volontaire de la Saxe est un phénomène assez intéressant [...]. Ce bon roi de Saxe était populaire à sa façon dans son pays, parce qu'il ne gênait personne et ne se mêlait de rien [...] On regardait passer paisiblement ce vieux monsieur chenu et courbé qui portait un petit casque par-dessus les mèches blanches ramenées aux oreilles [...] le roi Albert resta strictement constitutionnel; il resta même en deçà des limites où son pouvoir eût pu légitimement s'exercer. [Le Roi gardait] la même discrétion vis-à-vis du développement extraordinaire du socialisme dans la Saxe industrielle. ».